# 黄連解毒湯
黄連解毒湯（おうれんげどくとう）は、漢方薬方剤の1つである。日本では、医師によって処方される医療用医薬品と、薬局などで購入できる一般用医薬品の両方が存在する。味は非常に苦みが強く、飲みにくいため錠剤漢方もある。なお、黄連湯（おうれんとう）とは異なる。

## 方剤の特徴
黄連解毒湯の原典は外台秘要方である。その作用としては、身体から熱を取り除く作用が強いとされている。それは黄連解毒湯が、上焦の熱を取り除くとされる黄岑（おうごん）、中焦の熱を取り除くとされる黄柏（おうばく）と山梔子（さんしし）、下焦の熱を取り除くとされる黄連（おうれん）の4つの生薬で構成されているからである。なお、これら4つの生薬は程度の差こそあれ、全て苦味を有する生薬である。加えて、これら4つの生薬は、色調に差はあるものの、いずれも多かれ少なかれ黄色味を帯びている。

## 適応
基本的に黄連解毒湯は、体力中等度以上で、のぼせ気味で顔色赤く、イライラして落ち着かない傾向のある者に用いる方剤であり、体力が衰えていると見られる場合には注意を要する。また大前提として、漢方薬は証に合わせて使う物であり、たとえ表面的な症状が同じように見えても、異なる方剤を使用すべき場合もあるので、この点にも注意を要する。したがって、西洋薬とは異なり、以下に疾患名が書かれていても、必ずしも、その疾患に黄連解毒湯を使用するとは限らない。

### 添付文書などでの記述
体力中等度以上で、のぼせ気味で顔色赤く、イライラして落ち着かない傾向のある者の次の諸症：鼻出血、不眠症、神経症、胃炎、二日酔、血の道症、めまい、動悸、更年期障害、湿疹・皮膚炎、皮膚のかゆみ、口内炎。

### 作用に関する補足事項
黄連解毒湯は、基本的に身体を冷やす作用を有しているだけでなく、炎症も鎮める方向へ作用するとされる。このため、赤味が急に悪化したアトピー性皮膚炎、飲みすぎの胃腸炎などに応用する場合がある。
また、黄連解毒湯には、身体を冷やす作用と同時に、精神不安を解消する方向に作用するとされる。このため、のぼせてイライラする、口が乾いて落ち着かない、興奮して寝られないなどといった状態にも応用する場合がある。

## 黄連解毒湯の構成生薬に関する写真

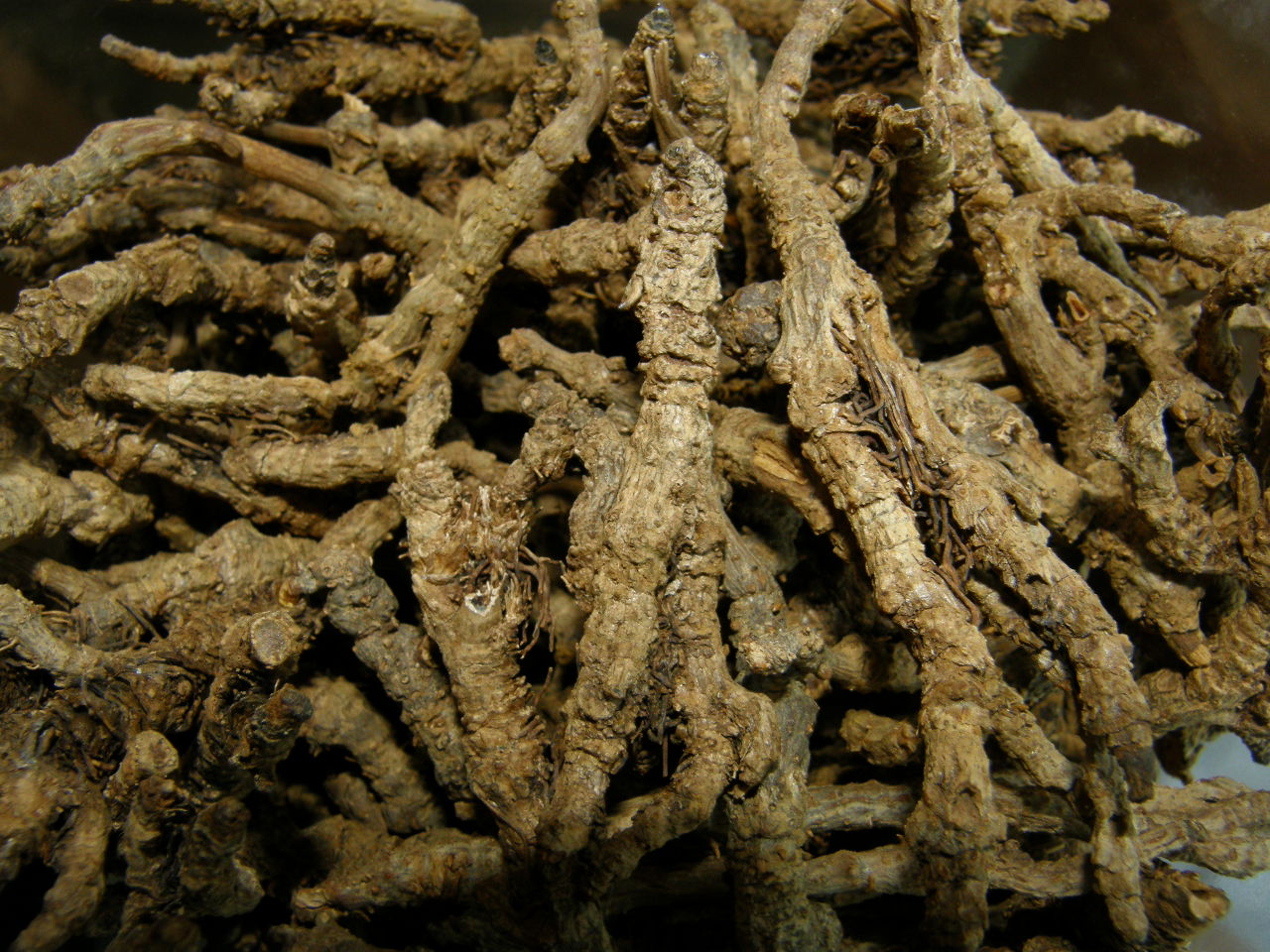
黄連（おうれん）
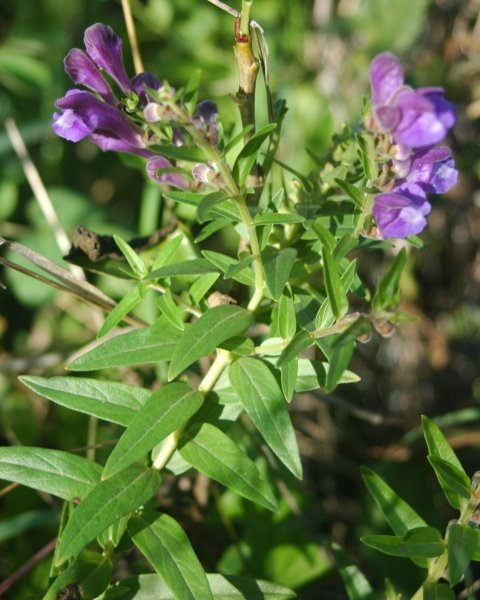
黄岑（オウゴン）
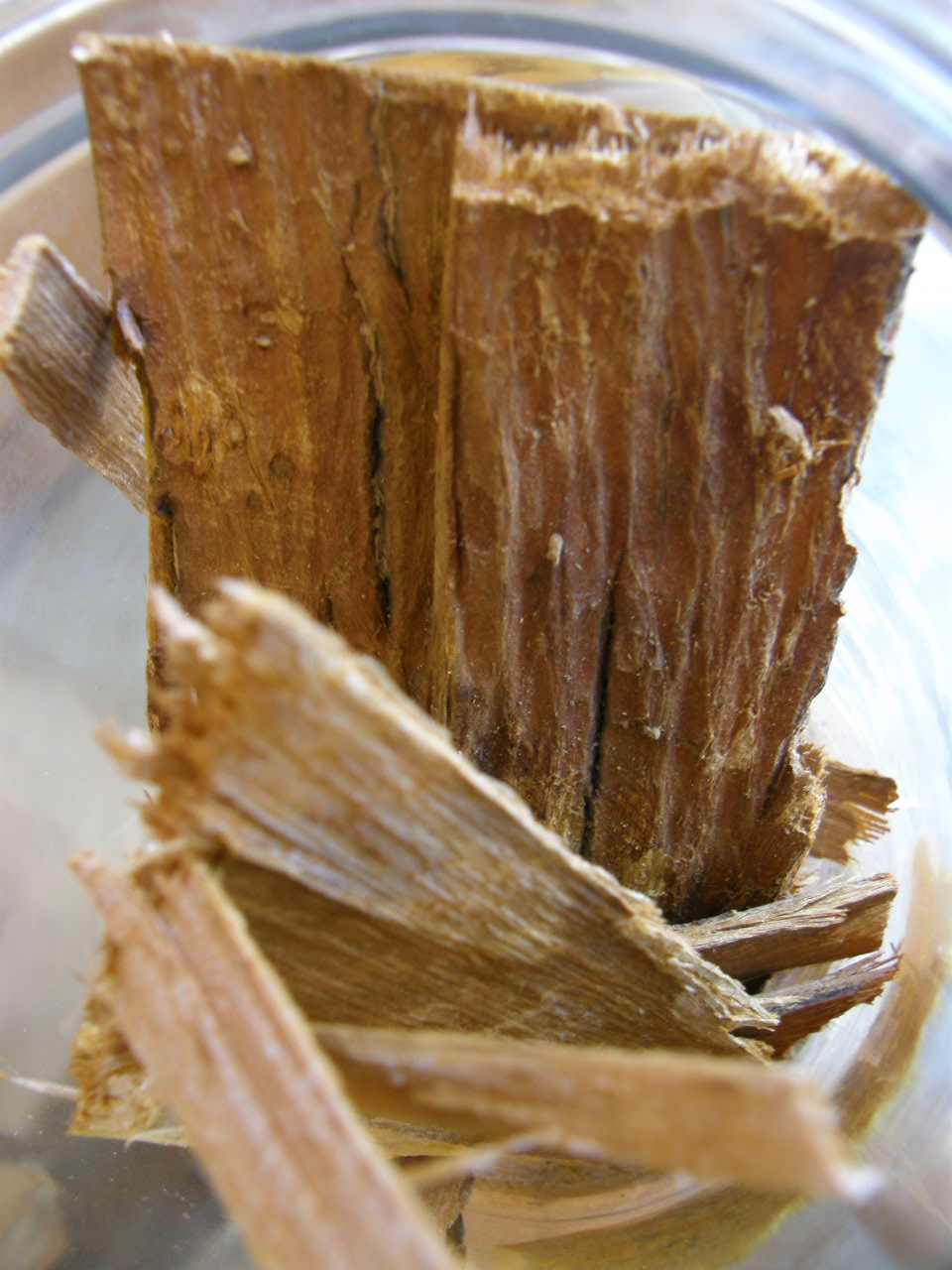
黄柏（おうばく）
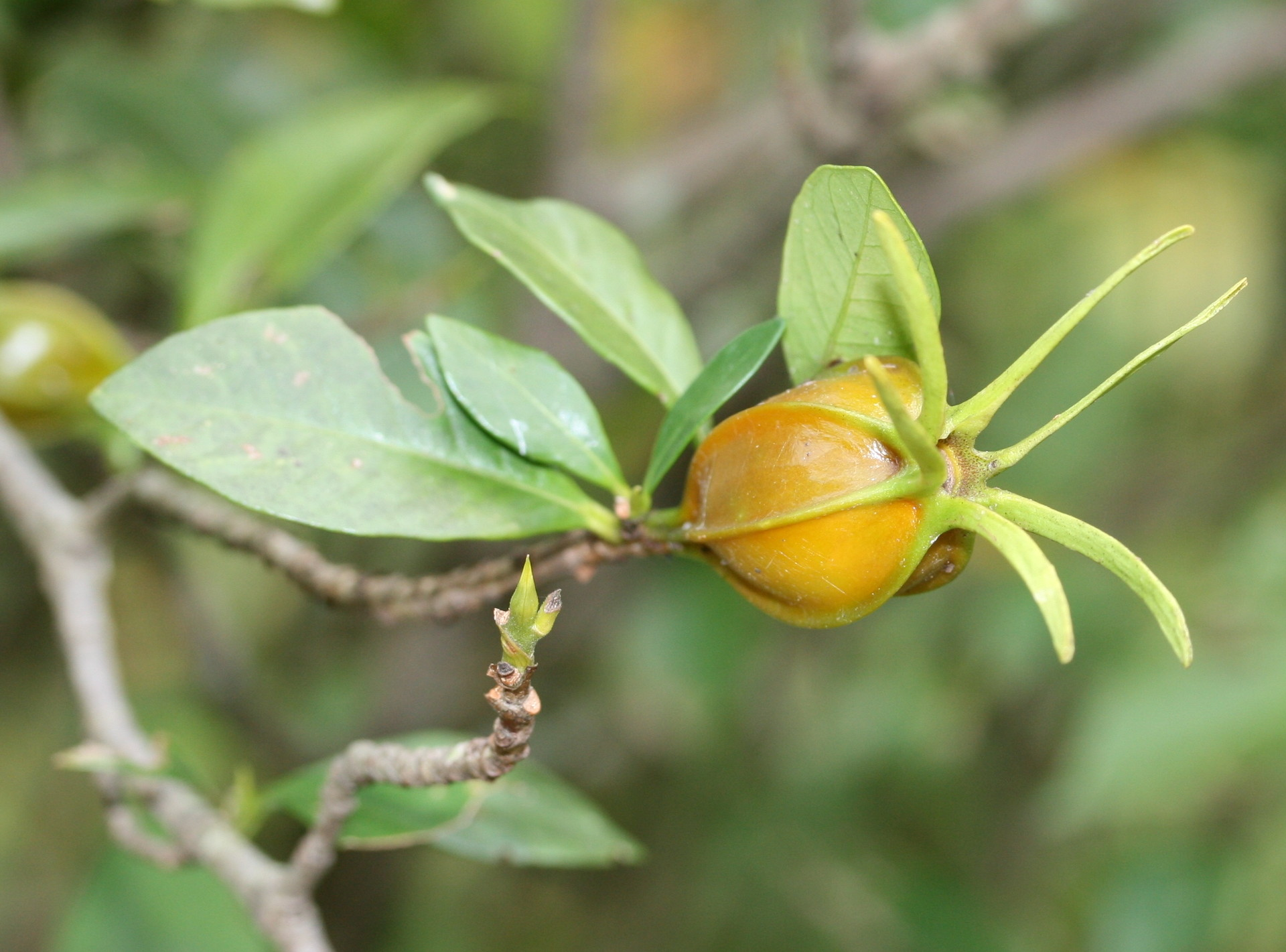
山梔子（さんしし）

## 黄連解毒湯と黄連湯
黄連解毒湯と黄連湯は名称こそ似ているものの、構成生薬で共通しているのは、黄連のみである。むしろ、黄連湯は半夏瀉心湯に構成生薬が近い。以下に、3つの方剤の基本的な処方を示す。ただし、漢方薬方剤は加減方と言って、その患者に必要な生薬を増量したり加えたりする加方や、その患者に不必要な生薬を減量したり除去したりする減方が行われる事があるため、あくまで配合量は目安である。
| 生薬名 | 黄連解毒湯 配合量 (g) | 黄連湯 配合量 (g) | 半夏瀉心湯 配合量 (g) |
| ------ | --------------------- | ----------------- | --------------------- |
| 黄岑   | 3.0                   | -                 | 2.5                   |
| 黄柏   | 2.0                   | -                 | -                     |
| 黄連   | 2.0                   | 3.0               | 1.0                   |
| 乾姜   | -                     | 1.0               | 1.0                   |
| 甘草   | -                     | 2.0               | 2.0                   |
| 桂皮   | -                     | 3.0               | -                     |
| 山梔子 | 2.0                   | -                 | -                     |
| 大棗   | -                     | 3.0               | 2.5                   |
| 人参   | -                     | 3.0               | 2.5                   |
| 半夏   | -                     | 6.0               | 5.0                   |

## 温清飲との関係
参考までに、漢方方剤の温清飲は、四物湯と黄連解毒湯とを合わせた方剤である。そのまま「温」は身体を温めるという意味であり、四物湯の構成生薬は全て補血の作用を有しており、さらに当帰や川芎が配合される事から明らかなように、身体を温める作用が目立つとされる。一方で漢方において「清」は身体を冷やすという意味であり、まさに黄連解毒湯の作用とされる部分である。これでは効果が相殺されそうに思われるかもしれないが、温清飲は、四物湯の部分が血虚を改善し、黄連解毒湯の部分が血熱を除いて、結果として、のぼせを除き、止血作用も有するとされる。